# 균형발전
균형발전(均衡發展) 또는 지역균형발전, 국토균형발전, 균형개발, 지역균형개발, 국토균형개발은 각 지역이 특성에 맞는 발전과 지역 간의 연계 및 협력 증진을 통하여 지역경쟁력을 높이고 국민의 삶의 질을 향상시키기 위한 지역 간의 균형 있는 발전을 의미한다.

## 방법

### 상호 보완적 지역 개발
환경 빅딜을 통하여 낙후 지역과 발전된 지역 간의 상호 역할 분담이나 공동 투자, 개발로 서로 이익 가져감으로써 공동 발전을 이끌어 내는 것.

### 공공 기관 이전
공공 기관 이전을 통하여 집중 된 인구를 분산시킴으로 써 새로운 성장 거점을 만들 수 있다.

## 대한민국
- 공공 기관 이전을 담은 사업으로 행정중심복합도시 사업과 혁신도시 사업을 진행하고 있다.
- 경상남도는 2011년 '지역균형발전위원회'를 출범시켰다.[1]
- 경상북도는 2022년 '지역균형발전위원회'를 출범시켰다.

## 같이 보기
- 개발도상국
  - 불균형성장 전략
- 발로 하는 투표(foot voting)